# حمود الزيد الخالد
حمود الزيد الخالد (1909 -1974)، وزير ونائب ورئيس سابق لديوان المحاسبة الكويتي. ترأس ديوان المحاسبة الكويتي في الفترة ما بين 12 يوليو 1964 و21 مارس 1965.

## حياته
بدأ الدراسة في الكتاتيب ثم المدرسة المباركية وبعدها إلى عالم التجارة بين الكويت والعراق في الثلاثينات من القرن الماضي، وفي عام 1950 انتخب لعضوية المجلس البلدي حتى عام 1953، وفي أغسطس 1961 عين عضوا في هيئة التنظيم، وفي ديسمبر 1961 انتخب عضوا في أول مجلس تأسيسي الذي وضع أول دستور للكويت، أصبح أول وزير للعدل في عهد الاستقلال وهو أول رئيس لديوان المحاسبة في يوليو 1964 حتى استقالته في مارس 1965، وكان أحد رجالات البلاد المؤسسين للنهضة الاقتصادية الحديثه في الكويت.

### بعض مشاركاته في الجانب السياسي
- عضو في المجلس البلدي 1950-1953.
- عضو في هيئة التنظيم 1961.
- عضو في المجلس التاسيسي بالانتخاب ووزيرا للعدل ورئيس لجنة اعداد الدستور 1961.
- وزيرا للعدل في أول مجلس للامه 1963.
- مؤسس لديوان المحاسبة ورئيسا له ما بين 1964 و1965.

### بعض مشاركاته في الجانب الاقتصادي
- عضو مؤسس في غرفة التجارة الكويتية.
- عضو مؤسس لبنك الكويت الوطني.
- عضو مؤسس للخطوط الجوية الكويتية.
- عضو مؤسس لشركة السينما الكويتية.
- عضو مؤسس لشركة ناقلات النفط الكويتية.